# Ella Masar
Ella Masar (Urbana, 3 aprile 1986) è un'ex calciatrice statunitense, di ruolo centrocampista.

## Biografia
Ha sposato Erin McLeod, sua compagna di squadra nello Houston Dash al momento del matrimonio.